# Hysterium angustatum
Hysterium angustatum är en svampart som beskrevs av Alb. & Schwein. 1805. Hysterium angustatum ingår i släktet Hysterium och familjen Hysteriaceae.   Inga underarter finns listade i Catalogue of Life.